# Lekkoatletyka na Letnich Igrzyskach Olimpijskich 1976 – sztafeta 4 × 100 m kobiet
Sztafetę 4 × 100 metrów kobiet podczas XXI Letnich Igrzysk Olimpijskich w Montrealu rozegrano  30 (eliminacje) i 31 lipca 1976 (finał) na Stadionie Olimpijskim w Montrealu. Zwycięzcą została sztafeta Niemieckiej Republiki Demokratycznej, która biegła w składzie: Marlies Oelsner, Renate Stecher, Carla Bodendorf i Bärbel Eckert, która w biegu finałowym ustanowiła rekord olimpijski z czasem 42,55 s.

## Rekordy
|                   | reprezentacja     | zawodniczki                                                          | czas  | data                      | miejsce         |
| ----------------- | ----------------- | -------------------------------------------------------------------- | ----- | ------------------------- | --------------- |
| Rekord świata     | NRD               | Marlies Oelsner, Renate Stecher, Carla Bodendorf, Martina Blos       | 42,50 | 29 maja 1976(dts)         | Karl-Marx-Stadt |
| Rekord olimpijski | Stany Zjednoczone | Barbara Ferrell, Margaret Bailes, Mildrette Netter, Wyomia Tyus      | 42,8  | 20 października 1968(dts) | Meksyk          |
| Rekord olimpijski | RFN               | Christiane Krause, Ingrid Mickler, Annegret Richter, Heide Rosendahl | 42,8  | 10 września 1972(dts)     | Monachium       |

## Wyniki
| Poz. - pozycja |
| – rekord świata \| – rekord krajowy \| – rekord życiowy \| = – wyrównany rekord życiowy \| · – najlepszy wynik w sezonie \| = – wyrównany najlepszy wynik w sezonie \| – rekord olimpijski |
| Fn – falstart \| DNF – nie ukończył \| DNS – nie wystartował \| DSQ – zdyskwalifikowany |

### Eliminacje
10 sztafet przystąpiło do biegów eliminacyjnych. Rozegrano dwa biegi. Do finału awansowały po trzy najlepsze sztafety w każdym biegu (Q) oraz dwie z najlepszymi czasami spośród pozostałych (q).

#### Bieg 1
| Poz. | Państwo         | Zawodniczki                                                                   | Rezultat | Uwagi |
| ---- | --------------- | ----------------------------------------------------------------------------- | -------- | ----- |
| 1    | RFN             | Elvira Possekel, Inge Helten, Annegret Richter, Annegret Kroniger             | 42,61    | Q,    |
| 2    | ZSRR            | Tetiana Proroczenko, Ludmiła Masłakowa, Wiera Anisimowa, Nadieżda Biesfamilna | 43,33    | Q     |
| 3    | Wielka Brytania | Wendy Clarke, Denise Ramsden, Sharon Colyear, Andrea Lynch                    | 43,44    | Q,    |
| 4    | Australia       | Barbara Wilson, Debbie Wells, Denise Robertson, Raelene Boyle                 | 43,67    | q     |
| 5    | Francja         | Emma Sulter, Catherine Delachanal, Chantal Réga, Sylviane Telliez             | 43,95    | [ 5 ] |

#### Bieg 2
| Poz. | Państwo           | Zawodniczki                                                           | Rezultat | Uwagi |
| ---- | ----------------- | --------------------------------------------------------------------- | -------- | ----- |
| 1    | NRD               | Marlies Oelsner, Renate Stecher, Carla Bodendorf, Bärbel Eckert       | 43,00    | Q     |
| 2    | Stany Zjednoczone | Martha Watson, Evelyn Ashford, Debra Armstrong, Chandra Cheeseborough | 43,46    | Q     |
| 3    | Kanada            | Margaret Howe, Patty Loverock, Joanne McTaggert, Marjorie Bailey      | 43,53    | Q,    |
| 4    | Jamajka           | Leleith Hodges, Rosie Allwood, Carol Cummings, Jacqueline Pusey       | 43,88    | q,    |
| 5    | Kuba              | Isabel Taylor, Carmen Valdés, Fulgencia Romay, Silvia Chivás          | 44,29    |       |

### Finał
| Poz. | Państwo           | Zawodniczki                                                                   | Rezultat | Uwagi |
| ---- | ----------------- | ----------------------------------------------------------------------------- | -------- | ----- |
| 1    | NRD               | Marlies Oelsner, Renate Stecher, Carla Bodendorf, Bärbel Eckert               | 42,55    | [ 1 ] |
| 2    | RFN               | Elvira Possekel, Inge Helten, Annegret Richter, Annegret Kroniger             | 42,59    | [ 3 ] |
| 3    | ZSRR              | Tetiana Proroczenko, Ludmiła Masłakowa, Wiera Anisimowa, Nadieżda Biesfamilna | 43,09    |       |
| 4    | Kanada            | Margaret Howe, Patty Loverock, Joanne McTaggert, Marjorie Bailey              | 43,17    | [ 6 ] |
| 5    | Australia         | Barbara Wilson, Debbie Wells, Denise Robertson, Brian Saunders                | 43,18    | [ 8 ] |
| 6    | Jamajka           | Leleith Hodges, Rosie Allwood, Carol Cummings, Jacqueline Pusey               | 43,24    | [ 7 ] |
| 7    | Stany Zjednoczone | Martha Watson, Evelyn Ashford, Debra Armstrong, Chandra Cheeseborough         | 43,35    |       |
| 8    | Wielka Brytania   | Wendy Clarke, Denise Ramsden, Sharon Colyear, Andrea Lynch                    | 43,79    |       |